# ISO 14000
ISO 14000 e o serie de standarde referitoare la ecomanagement care permite organizatiile să minimimizeze efectele asupra mediului. Este analog seriei ISO 9000 pentru calitate.